# 1036年
| 千纪： | 2千纪 |
| 世纪： | 10世纪 \| 11世纪 \| 12世纪                                                                                   |
| 年代： | 1000年代 \| 1010年代 \| 1020年代 \| 1030年代 \| 1040年代 \| 1050年代 \| 1060年代                             |
| 年份： | 1031年 \| 1032年 \| 1033年 \| 1034年 \| 1035年 \| 1036年 \| 1037年 \| 1038年 \| 1039年 \| 1040年 \| 1041年   |
| 纪年： | 丙子年（鼠年）；契丹重熙五年；北宋景祐三年；大理正治十年；西夏廣運三年，大慶元年；越南通瑞三年；日本長元九年 |

## 大事记
- 雅羅斯拉夫一世·弗拉基米羅維奇統一基輔羅斯。
- 西夏李元昊吞併甘州回鶻，攻陷瓜、沙、肅三州，敦煌進入西夏時代。

## 出生
- 王诜，字晋卿，北宋画家
- 曾布，字子宜，北宋大臣（1107年去世，71岁）